# Jorge Pueyo
Jorge Pueyo Sanz (Fonz, 31 de octubre de 1995) es un abogado, político, activista lingüístico y presentador de televisión aragonés. También es divulgador de la lengua aragonesa.
Ha colaborado en Charrín Charrán y actualmente presenta A escampar la boira. Desde agosto de 2023 es diputado de la XV legislatura de las Cortes Generales por Zaragoza en representación de la Chunta Aragonesista en la coalición Sumar.

## Biografía
Jorge Pueyo nació en Fonz, un pueblo de habla aragonesa. Estudió el grado en Derecho en la Universidad de Zaragoza (2013-2017). Posteriormente cursó el máster en Acceso a la Abogacía y el máster en Derecho de la Empresa en la Universidad de Deusto ICADE-Deusto (2017-2019).
En 2019, tras superar la prueba de acceso, obtuvo el título de abogado y se colegió en el Colegio de Abogados de Zaragoza (REICAZ). Desde entonces ha venido ejerciendo como abogado. Como tal, ha ejercido en firmas legales como Unive o Lawesome, en especial en la especialidad de derecho mercantil.

## Activismo lingüístico
Durante su infancia vivió situaciones de desigualdad lingüística, en las que sus profesores desmeritaban la lengua aragonesa. Estos hechos le hicieron interesarse por la divulgación del aragonés.
Ha hecho varios poemas en aragonés, en 2018 ganó junto a Celia Naval el segundo premio "Condau de Ribagorza" en la categoría de relatos cortos por su poema "Tierra muixada".
Su proyecto en favor de la divulgación del aragonés empezó con un canal de YouTube, una especie de programa en aragonés que no triunfó. El 5 de mayo de 2019 se estrenó el programa Charrín Charrán, el primer programa en aragonés de la televisión, presentado por Silvia Cebolla, donde participó como redactor y reportero. Aunque su salto a la fama llegó cuando en octubre de 2021 empezó a publicar un noticiario matinal de lunes a jueves en aragonés por [Twitter. Al ser publicado en redes sociales su contenido pudo llegar a mucha más gente, su primer vídeo alcanzó las 30 000 visitas y fue compartido por Ángel Martín.
El 25 de mayo de 2022 se estrenó el programa A escampar la boira, un programa de medianoche para Aragón TV, donde se entrevista a personalidades relevantes dentro y fuera de Aragón en idioma aragonés.

## Trayectoria política
El 12 de junio de 2023 anunció en su cuenta de Twitter y de Instagram, que será el candidato número uno de la lista de la Chunta Aragonesista y Sumar por Zaragoza en las elecciones generales del 23 de julio. Pueyo conseguiría acta de diputado en la XV Legislatura y fue nombrado portavoz adjunto de Sumar. Desde un inicio se comprometió a usar la lengua aragonesa en sus intervenciones plenarias.